# Robert L. Bradshaw International Airport
Robert L. Bradshaw International Airport (tidigare benämnd Golden Rock Airport) är en flygplats i Saint Kitts och Nevis. Den ligger i den centrala delen av landet, 2 km norr om huvudstaden Basseterre. Flygplatsen ligger 52 meter över havet. Den ligger på ön Saint Christopher.